# Wynn

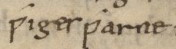
Wynn no manuscrito Hildebrandslied (anos 830): o texto diz ƿiges ƿarne

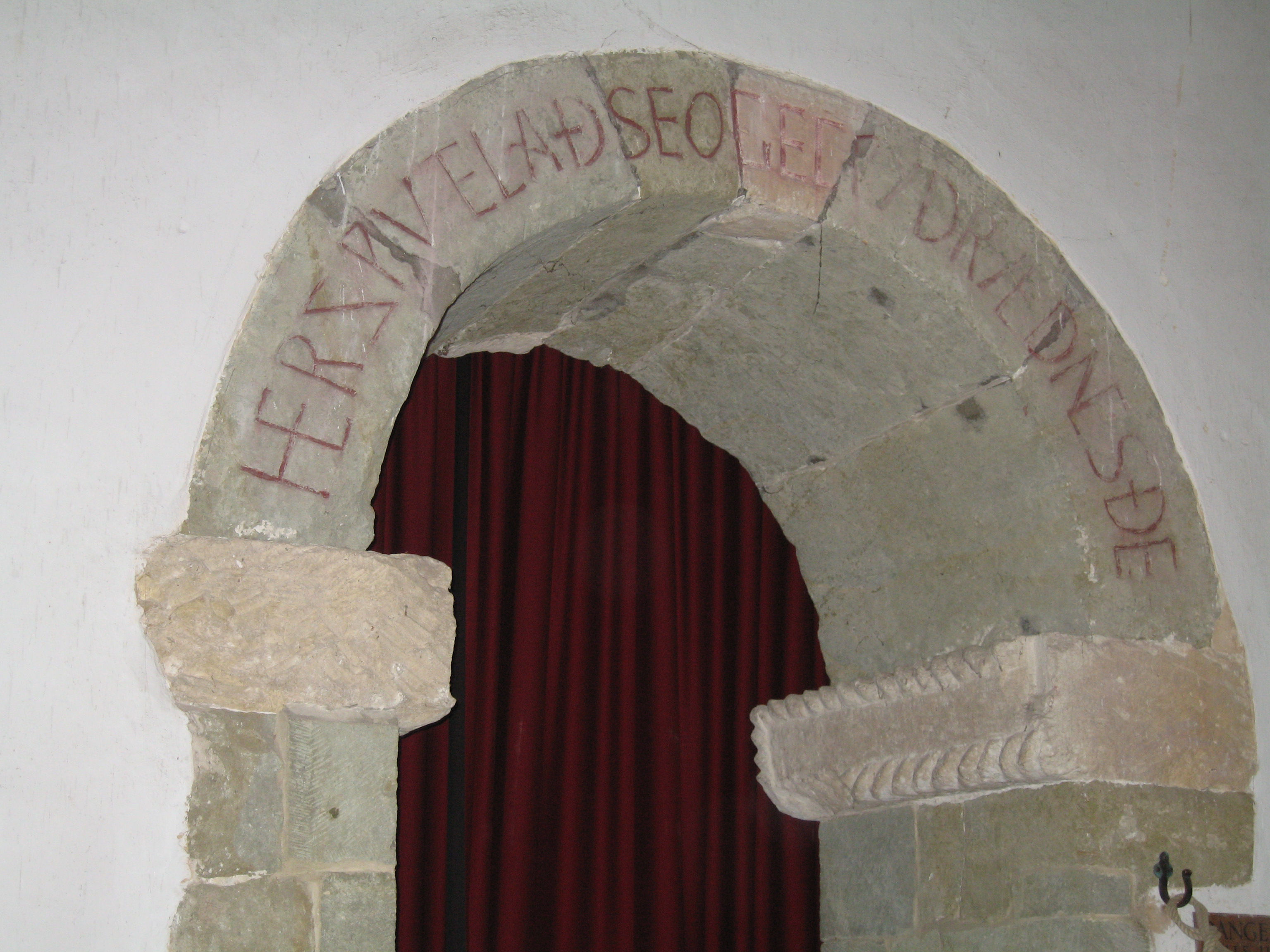
Wynn maiúsculo aparece duas vezes nesta inscrição do século X em Breamore : her sƿutelað seo gecƿydrædnes ðe

Wynn ou wyn (Ƿ ƿ; também escrito wen, ƿynn e ƿen) é uma letra do alfabeto inglês antigo, onde é usada para representar o som /w/.

## História

### A letra “W”
Enquanto os primeiros textos em inglês antigo representavam este fonema com o dígrafo ⟨uu⟩, os escribas logo passaram a usar a runa wynn ᚹ para esta função. Ele permaneceu uma letra padrão durante a era anglo-saxónica, eventualmente caindo em desuso durante o período do inglês médio, por volta do ano 1300. Em textos pós-queda em desuso da letra wynn, às vezes era substituído por ⟨u⟩, mas mais frequentemente substituído por uma forma de ligadura de ⟨uu⟩, a partir da qual a letra moderna ⟨w⟩ se desenvolveu.

### Significado
A denotação da runa é "alegria" conhecida dos poemas rúnicos anglo-saxões:
'Ƿenne brūceþ, þe can ƿēana lẏt
sāres and sorge and him sẏlfa hæf
blǣd and blẏsse and eac bẏrga geniht. Linhas 22–24 do Poema Rúnico Anglo-saxão

### Variações
Ela não é continuada no Futhark Recente, mas no alfabeto gótico a letra 𐍅 w é chamada winja, permitindo uma reconstrução proto-germânica do nome da runa como *wunjô “alegria”.
É uma das duas runas (juntamente com þ) que foi usada no alfabeto inglês (ou qualquer extensão do alfabeto latino). Uma versão modificada da letra wynn chamada vend foi usada com brevidade no nórdico antigo para os sons /u/, /v/ e /w/.
Assim como þ, a letra wynn foi revivida nos tempos modernos para a impressão de textos em inglês antigo, mas desde o início do século XX a prática usual tem sido substituída pelo moderno ⟨w⟩.